# 연천 유엔군 화장장 시설
연천 유엔군 화장장 시설은 대한민국 경기도 연천군 미산면에 있는, 한국전쟁 당시 유엔군 전사자들을 화장하기 위해 건립하여 휴전 직후까지도 사용한 화장 시설이다. 2008년 10월 1일 대한민국의 국가등록문화재 제408호로 지정되었다.

## 개요
《연천 유엔군 화장장 시설》은 한국전쟁 당시 유엔군 전사자들을 화장하기 위해 건립하여 휴전 직전까지 사용한 화장 시설이다. 건물의 벽과 지붕이 훼손되었으나 가장 중요한 화장장 굴뚝이 그대로 남아 있다. 주변의 돌을 이용하여 막돌 허튼층쌓기로 만들었다. 한국전쟁 유적으로 중요한 의미가 있을 뿐 아니라 유엔군 전사자들을 추모하는 시설로 가치가 있다.

## 같이 보기
- 한국 전쟁

## 참고 자료
- 연천 유엔군 화장장 시설 - 국가유산청 국가유산포털